# Alfonso Franco Grassi
Alfonso Franco Grassi (Asmara, 3 marzo 1943 – Milano, 14 maggio 2014) è stato un designer e artista italiano.

## Formazione
Nato ad Asmara (Eritrea) il 3 marzo 1943 da imprenditori milanesi, dopo i primi anni trascorsi in quel paese e una formazione in alcuni collegi europei, si iscrive, nonostante il disappunto della famiglia, al Liceo Artistico di Brera, per seguire i suoi interessi nei confronti del mondo dell'arte. Frequenta il Corso di Affresco sotto la guida di Glauco Baruzzi, partecipando ai restauri dell'abside della basilica romanica di S. Vincenzo in Ciel d'Oro. Completa infine il suo iter scolastica all'Accademia di Belle Arti di Brera.

## Attività artistica e professionale
Dall'inizio degli anni sessanta, e più precisamente dal 1964, inizia a privilegiare una serie di autonome ricerche visive, operando in gruppo insieme ad Antonio Barrese, Gianfranco Laminarca e Alberto Marangoni, in uno scantinato di Via Saldini. Il Gruppo Mid (Movimento immagine dimensione) è incoraggiato non solo da alcuni docenti dell'Accademia di Belle Arti di Brera ma anche da personaggi allora già affermati come Bruno Munari,  Enzo Mari, Dario Fo, Umberto Eco.
Con il Gruppo Mid, Grassi è stato invitato a più di quaranta mostre di “Arte cinetica e programmata” in Italia, Europa e Stati Uniti (tra il 1965 e il 1967) e i lavori del team sono stati poi presentati a rassegne tematiche negli anni successivi oltre ad essere presenti in collezioni private e pubbliche italiane e straniere. Nel 1966 il Mid si trasforma, con solide ragioni metodologiche e ideologiche, in Studio Mid design/comunicazioni visive, nel quale Alfonso Grassi sarà attivo fino al 1991, impegnato in particolare nell'impostazione d'insieme di tutti i progetti (una caratteristica dello studio) e sul fronte del Product, dell'Exhibit e dell'Environmental design. Lo studio Mid è anche intervenuto nel settore del Landscape design, della microurbanistica e dell'attrezzatura urbana e ha ottenuto innumerevoli riconoscimenti, premi e segnalazioni per l'attività di progetto, dal Compasso d'Oro al Premio Smau alla "Bio", Biennale di design di Lubiana. Suo è il progetto di pedonalizzazione e riqualificazione di Corso Vittorio Emanuele a Milano, seguito in modo particolare proprio da Grassi.
All'interno dello studio Alfonso Grassi si distingue per la costante attenzione ad esplorare nuovi spazi d'intervento e ad individuare valenze culturali e soprattutto sociali, utilizzando sempre linguaggi al servizio dell'utente, finalizzato al prodotto d'uso.
Fra i prodotti di largo consumo progettati da Alfonso Grassi si ricordano il flacone Bialcol (1975) e il rasoio Bic Black (1985), oltre ad una serie di elettromedicali per Soxil e macchine da calcolo per ufficio per aziende del settore. Significante il suo contributo personale, nel 1968 alla realizzazione dalla sezione italiana della XIV Triennale di Milano: la proposta dello studio Mid, incentrata sul tema ecologico del recupero delle acque e della loro dissalazione, vinse il concorso nazionale che era stato indetto per la sezione “Italia” e in particolare Grassi fu chiamato ad affiancare la Giunta per l'esecuzione dell'Ingresso alle sezioni internazionali. Nel 1990-91, ha seguito la realizzazione, a cura del Mid, della mostra “I veicoli pensanti”, dedicata all'intelligenza artificiale, allestita all'interno della XVII Triennale di Milano, che nel 2002 ha trovato un'ideale continuazione nella mostra “Cybugs. Possono le macchine pensare?” che Grassi ha curato e allestito per l'edizione della Triennale dedicata a “La memoria e il futuro”.
Grassi pone particolare attenzione alla crescita della disciplina del disegno industriale e per questa ragione è iscritto, fin dal 1966, all'ADI - Associazione italiana per il Disegno Industriale, nella quale assume il ruolo di vicepresidente dal 1976 al 1979. Partecipa a numerosi congressi dell'Industrial design in Italia e all'estero oltre che a stage e corsi di informazione e formazione (dall'ex Unione Sovietica alla Cina). Ha scritto numerosi articoli per testate del settore e ha affrontato i temi del Protodesign in Le nuvole del Conte folle (1992, Mondadori ed.) dove analizza le vicende del Conte Zeppelin e delle sue macchine volanti. Coniugando il suo specifico ruolo di designer con quello di uno storico, nel 1980 pubblica, con Anty Pansera, l’Atlante del design italiano (Fratelli Fabbri editori) e nel 1986 L'Italia del design (Cantini editori).
Alla chiusura dello studio Mid design/comunicazione visiva, con alcuni dipendenti - e con una precisa scelta nei confronti dei giovani - fonda nel 1992 lo studio Grassi & Associati poi Grassi & Logrand. In questi anni sono numerosi i temi progettuali e le realizzazioni che caratterizzano la sua attività, sempre improntata agli allestimenti espositivi e museali ma con un'apertura anche sugli esterni. Si ricorda la grande rassegna “Human Dimension” sul design scandinavo ordinata alla Triennale di Milano nel 1993 e vanno segnalate le proposte progettuali caratterizzate per l'attenzione all'impatto ambientale per il tunnel di Stoccolma (1995) ma soprattutto l'articolato intervento per il Parco dell'Adamello-Brenta (1996-98). Curioso il decoro realizzato per una nave traghetto della Moby Lines (marittimi “graffiti”), che declina esplicitamente il tema del mare e dello sci nautico, al traino naturalmente della balena (marchio/simbolo della Compagnia). Seguendo la sua “specializzazione” in Environmental design, Grassi ha seguito la riorganizzazione degli spazi interni delle molteplici sedi Varco Ford.
Tra gli allestimenti espositivi e museali si ricordano: “Cesare Andreoni e il Futurismo tra le due guerre a Milano”, a Palazzo Reale (1992); “Absolut Glass Design”, Sala Castellana, Castello Sforzesco (Milano, 1996); “Moby Art di Moby Lines”, Palazzo dell'Arte/Triennale di Milano (1997) e Palazzo dei Giureconsulti, Genova (1997); “I Gran Premio del vetro di Altare”,Sala civica, Altare (1997); “Trasparenze”, Palazzo Ducale, Genova (1998); “Mail Art”, Milano (1998); “Il Bello e l'Utile”, Museo della Scienza e della Tecnica di Milano, Sala delle Innovazioni (1998) e Galleria Civica Guzzini, Recanati (1998, per Fimag); “Due ruote di libertà”, Palazzo dell'Arte/Triennale di Milano (1999); la monografica “De Chirico, la metafisica del Mediterraneo”, Spazio Oberdan (Milano, 2000- 2001); “Cybugs, o dell'intelligenza artificiale” (Triennale di Milano, 2002).
Tra gli allestimenti fieristici si ricordano gli stands del Comune di Milano al B.I.T.(1994-1995); la collettiva Ancma Italia, a “Intermot” (Monaco, settembre 2000); il padiglioncino Infos allo SMAU 2001.
Dal 1993 al 1998 Grassi è stato chiamato alla presidenza dell'Azienda di Promozione Turistica - APT - di Milano, dove ha affrontato i problemi del turismo della città, varando numerose iniziative per il suo incremento e puntando soprattutto sulle valenze artistiche e culturali, oltre che su quelle industriali e finanziarie del capoluogo lombardo.
Nel 2008 fonda l'Associazione Sport Design, di cui è Presidente, per valorizzare la progettualità nel mondo della competizione sportiva. L'associazione realizza un completo catalogo sul tema (edizioni E20progetti) e più mostre sul tema "Progettare la competizione": a Ivrea in occasione di 2008 Torino World Design capital, a Pechino nell'agosto del 2009 in occasione della Supercoppa italiana Lazio-Inter, a Toronto nel 2009 con l'Istituto nazionale per il Commercio Estero - ICE, in occasione delle Olimpiadi invernali e a Johannesburg nel 2010, in occasione dei Mondiali di calcio in Sudafrica.

## Attività didattica
Dal 1969 al 1988 Alfonso Grassi insegna Progettazione, prima all'Istituto d'Arte di Cantù poi all'ISA di Monza, dove contribuisce anche alla messa a punto dei nuovi programmi sperimentali. Dall'anno accademico 2000-2001 insegna all'Accademia di Brera al nuovo corso sperimentale di “progettazione artistica per l'impresa”, dove insegna  “Arti applicate e tipologia dei materiali”. Dal 2002 per la stessa accademia coordina e insegna al master dedicato al Landscape Design.

## Pubblicazioni
Tra le pubblicazioni di Alfonso F. Grassi si ricordano:
- Atlante del design italiano, Milano, Fabbri editore, 1980, con Anty Pansera
- L'Italia del design, Genova, Marietti editore, 1986, con Anty Pansera
- Le nuvole del Conte folle, Mondadori, 1992
- Palle, palloni…i giochi della sfera, in Sportdesign progettare la competizione, E20Progetti Editore, 2008

oltre ai numerosi articoli su testate del settore, dove ha affrontato il tema del design.